# Maulavi Bāzār
Maulavi Bāzār är en ort i Bangladesh.   Den ligger i provinsen Sylhet, i den östra delen av landet, 160 km nordost om huvudstaden Dhaka. Maulavi Bāzār ligger 19 meter över havet och antalet invånare är 57 441.
Terrängen runt Maulavi Bāzār är mycket platt. Det finns inga andra samhällen i närheten.
Trakten runt Maulavi Bāzār består till största delen av jordbruksmark. Runt Maulavi Bāzār är det tätbefolkat, med 613 invånare per kvadratkilometer.